# Ivittuut

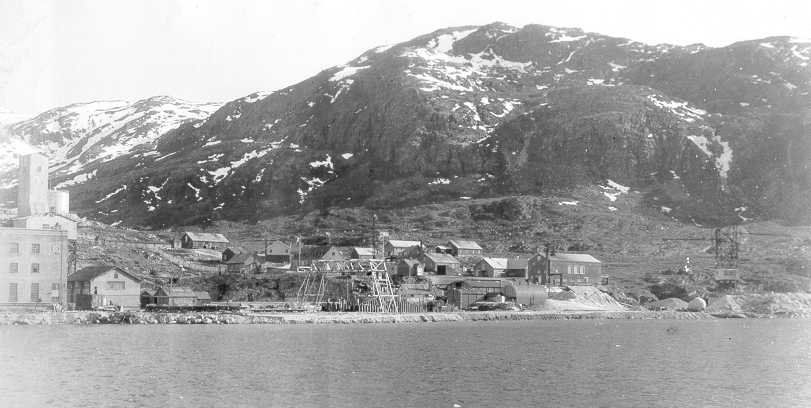
Mina de criolita a Ivittuut el 1940

Ivittuut (antigament escrit: Ivigtût) és una població minera abandonada dins el municipi de Sermersooq al sud-oest de Groenlàndia. S'hi extreia criolita. Té el rècord de temperatura més alta de Groenlàndia amb 30,1 °C. La seva temperatura més baix és -28,9 °C. El nom de l'assentament significa el lloc herbós en groenlandès. Aquest població té una carretera de cinc km que la connecta amb la població de Kangilinnguit. Ivittuut és l'únic poble de Groenlàndia que té carretera que la porta amb un altre poble (les carreteres a Groenlàndia només són a l'interior de les poblacions).
El mes és càlid a Ivittuut és juliol amb temperatures mitjanes de les màximes de 13,9 °C i mitjanes de les mínimes de 5,6 (mitjana de 9,75 °C)

## Història

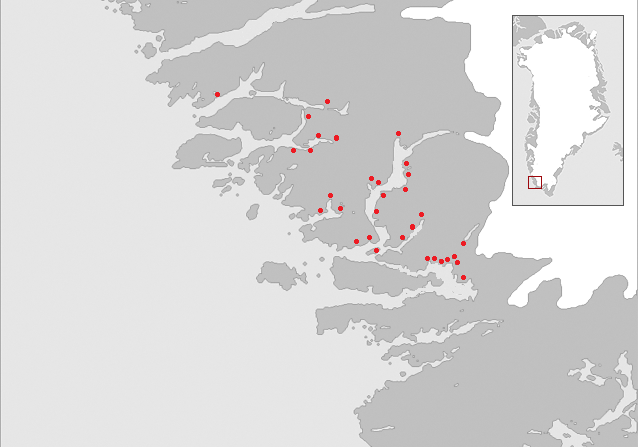
Mapa d'un assentament nòrdic. La línia de punts marca runes de granges.

Ivittuut es troba en el lloc d'assentaments del vikings, en un districte anomenat Assentaament Mitjà pels arqueòlegs moderns pel seu emplaçament entre el més gran Assentament Occidental i el més petit Assentament Oriental. Era el més petit i menys conegut dels tres assentaments, i no hi ha registres escrits dels supervivents, segons es creu perquè de tots tres fou el darrer en se establert i el primer en ser abandonat. Les excavacions mostren una presència des de 985 i amb una ocupació contínua fins almenys el segle xiv, i tenia unes 20 granges.
El 1806 s'hi va trobar criolita i les operacions mineres s'iniciaren el 1865. El material es va exhaurir l'any 1987, i l'assentament va ser abandonat poc després.